# Honda Gold Wing

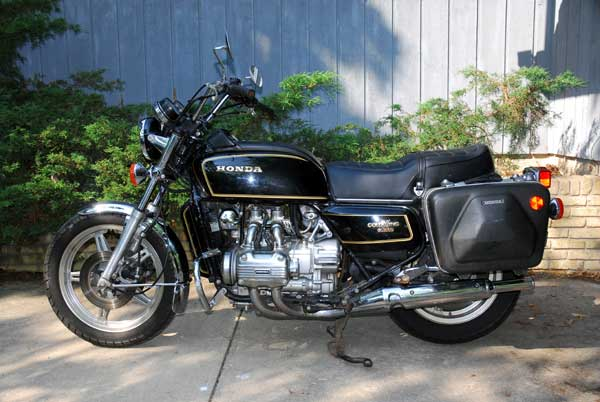
Honda GL1000 (1974-1979)

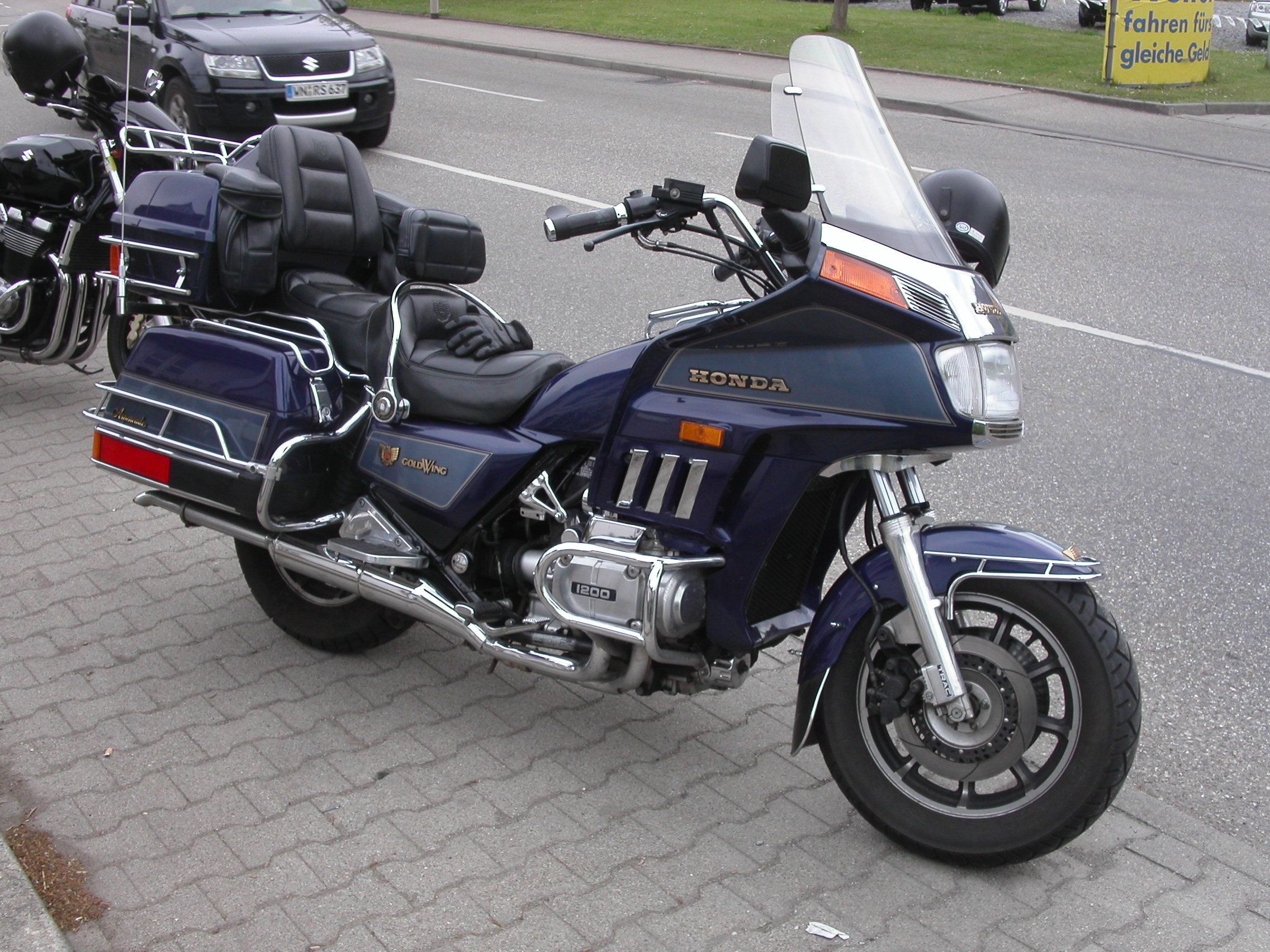
Honda GL1200 Gold Wing (1983-1987)

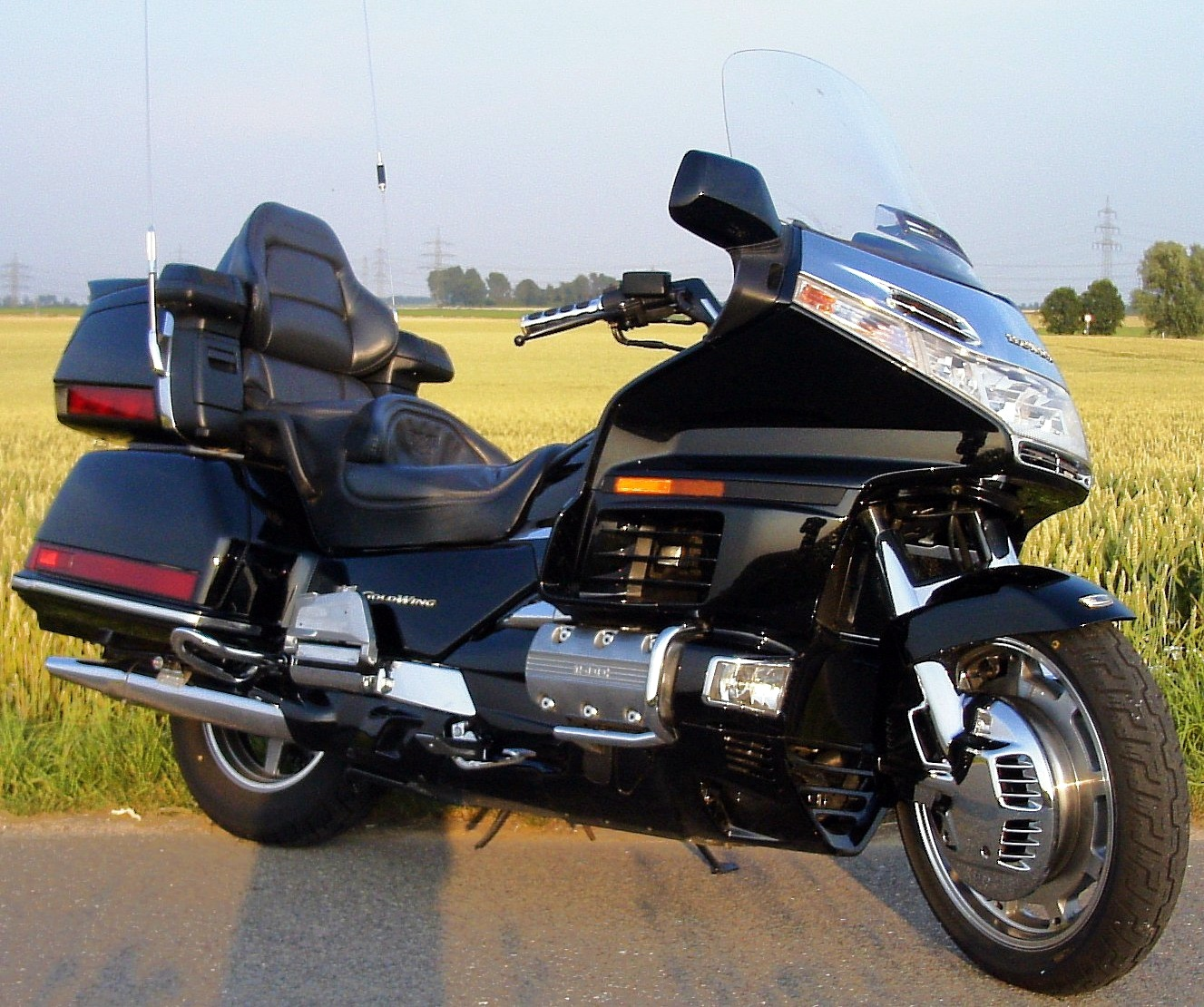
Honda GL1500 Gold Wing (1987-2000)

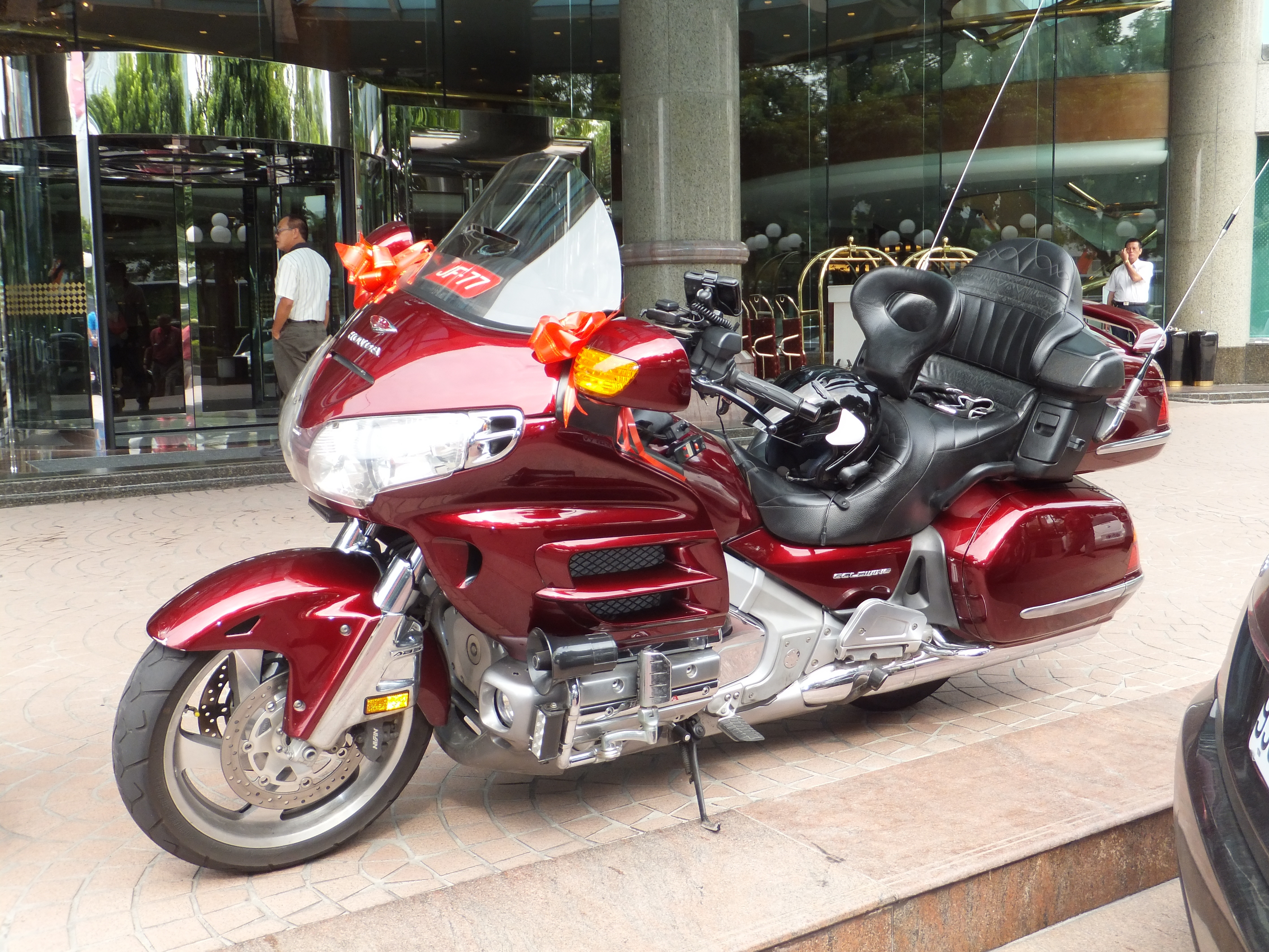
Honda GL1800 Gold Wing (2001-2017)

Honda Gold Wing (або Goldwing) — важкий туристичний мотоцикл з 4-х або 6-цилідровим опозитним двигуном водяного охолодження і карданним валом японської компанії Honda. Вперше модель Honda GL1000 була представлена на виставці IFMA в Кьольні в жовтні 1974 року. Згодом став найпопулярнішою моделлю в Північній Америці, Західній Європі та Австралії, а також в  Японії. Загальний обсяг продажів склав більш ніж 640 000 од., більшість з них на ринку США.
Протягом своєї історії модель мала численні зміни в конструкції та виробництві. У 1975 камера внутрішнього згорання складала 999 см³ з чотирициліндровим двигуном, а у 2001 році двигун мав об'єм 1832 см³ та шість циліндрів. У 2012 році модель мала обтічник з підігрівом і регульованою висотою вітрового скла, кошики (сумки, кофри), спинки на задньому сидінні пасажира, супутникову навігацію, радіо, аудіосистему з шістьма  динаміками, MP3 і підключення Ipod, антиблокувальну систему, круїз-контроль, електричне вмикання заднього ходу і навіть вперше на мотоциклі подушку безпеки (для водія).
Виробництво мотоцикла спочатку здійснювалось в Японії, з 1979 року виробництво налагоджено на заводі Marysville в штаті Огайо (США), в основному для місцевого ринку. В середині 2009 року Honda закрила завод Marysville (на цьому заводі виготовлено більше мільйона мотоциклів Gold Wing) і перемістила виробництво мотоциклів в префектуру Кумамото (Японія).

## Моделі, які є або були побудовані
4 циліндри
- GL1000 Goldwing
- GL1100 Goldwing
- GL1200 Goldwing

6 циліндрів
- GL1500 Goldwing
- GL1500 F6C (європейська назва) або Valkyrie (назва дана для США), сім'я кастомів
- GL1800 Goldwing

## П'яте покоління (з 2018)

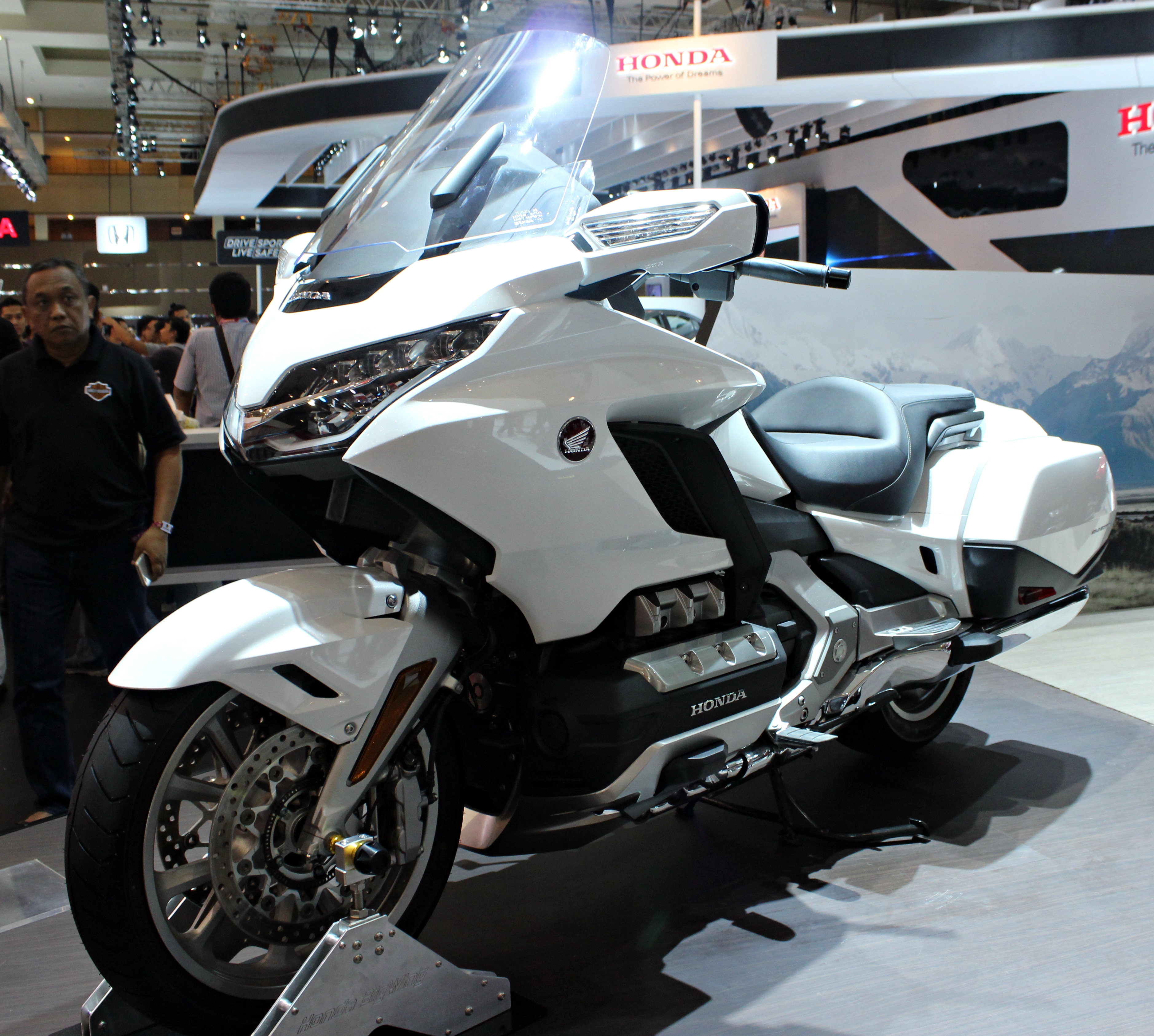
Honda GL1800 Gold Wing (з 2018)

В кінці жовтня 2017 року компанія Honda представила повністю новий GL1800 Gold Wing п'ятого покоління - перший радикальне оновлення турера за 17 років. Перед широкою публікою мотоцикл постав на домашньому для Honda токійському моторшоу, а через пару тижнів дебютував і в Європі - на міланській виставці EICMA.
Зміни торкнулися всіх деталей, елементів і систем мотоцикла. Gold Wing зазнав радикальний рестайлінг: колишня експансивна стилістика з безліччю «дутих» форм і округлених граней поступилася місцем більш агресивним лініях. Масивне вітрове скло було замінено більш компактним, що має електронне регулювання висоти. Вся світлотехніка відтепер світлодіодна - включаючи передню розкосими фару.
Робочий об'єм 6-циліндрового опозитного двигуна майже не змінився (1833 см³ проти 1832 см³ у моделі попереднього покоління), однак конструкція мотора була повністю перероблена. Зокрема, силова установка отримала нову «квадратну» розмірність (73×73 мм), 4-клапанні (замість 2-клапанних) головки циліндрів з ГРМ фірмової схеми Honda Unicam, одну дросельну заслінку, іншу форму камер згоряння, а також систему управління дросельними заслінками по дротах. Ступінь стиснення зросла до 10.5:1. Оппозитна «шістка» стала коротшою (на 33,5 мм) і легшою (на 6,2 кг), а її продуктивність зросла: пікова потужність 126,5 к.с. досягається при 5,500 об/хв, а максимальний обертовий момент в 170 Нм - при 4,500 об/хв.
Використання електронного газу Throttle By Wire дозволило встановити на мотоцикл кілька недоступних до цього систем. Так, новий Gold Wing отримав чотири перемикаються режиму роботи (Tour, Sport, Econ і Rain) і регульований трекшн-контроль HSTC, який також може бути деактивовано.
Вперше за всю історію серії Gold Wing з'явилася можливість вибору коробки передач. У базовій версії турер оснащується 6-ступінчастою механічною КПП і прослизають зчепленням, а в якості опції модель може бути укомплектована автоматичною 7-ступінчастою трансмісією Honda DCT з двома зчепленнями.
Великі зміни торкнулися і конструкції ходової частини моделі. Gold Wing 2018 року побудований на базі діагональної алюмінієвої рами нового покоління, в якій двигун зміщений на 40 мм вперед, для оптимізації центру ваги і завантаження переднього колеса. Також мотоцикл отримав повністю нову запатентовану підвіску на подвійних поздовжніх важелях, яка замінила колишню телескопічну вилку. Задня підвіска - конструкції Pro-Arm, з консольним кріпленням колеса і моноамортизатором, встановленим в важеля системі. І передня, і задня підвіска регулюється дистанційно, через меню бортового комп'ютера. Крім того, на характеристики ходової частини впливає обраний їздовий режим.
Мотоцикл дебютував відразу в двох виконаннях: в базовому - тільки з бічними кофрами, і в версії Tour - доповнений центральним кофром. Загальний обсяг всіх кейсів було зменшено з 150 до 110 л. Менше стала і місткість паливного бака - 21 л (мінус 4 л, в порівнянні з GL1800 попереднього покоління). Як і раніше, випускається версія Gold Wing з подушкою безпеки.